# Nidularium ferrugineum
Nidularium ferrugineum är en gräsväxtart som beskrevs av Elton Martinez Carvalho Leme. Nidularium ferrugineum ingår i släktet Nidularium och familjen Bromeliaceae. Inga underarter finns listade i Catalogue of Life.